# 响应率
响应率（英語：responsivity）又称响应度、响应性，是指探测系统的输入-输出增益。对输入信号具有线性响应的系统，响应率是唯一的确定值，而对非线性系统，响应率是特定位置曲线的斜率（导数）。其单位是：AW−1 或 VW−1，依输出信号为安培或伏特而定。